# 163153 Takuyaonishi
163153 Takuyaonishi este un asteroid din centura principală de asteroizi.

## Descriere
163153 Takuyaonishi este un asteroid din centura principală de asteroizi. A fost descoperit pe 12 februarie 2002 la Kuma Kogen de Akimasa Nakamura. Asteroidul prezintă o orbită caracterizată de o semiaxă mare de 2,44 ua, o excentricitate de 0,17 și o înclinație de 11,2° în raport cu ecliptica.